# Thia-
| Verwendung der Vorsilbe Thia- in der chemischen Nomenklatur |
| 3,5,9-Trithia-1-undecanamin enthält in den Positionen 3, 5 und 9 der Stammverbindung 1-Undecanamin Schwefelatome, die jeweils eine Methylengruppe – CH2 – ersetzen. |
| Zum Vergleich die Stammverbindung 1-Undecanamin. |

Thia- (von griechisch theion ‚Schwefel‘) ist ein Präfix, der bei chemischen Verbindungen verwendet wird, in denen Kohlenstoff-Atome durch Schwefel ersetzt wurde.

## Beispiele
- Benennung von organischen Sulfiden wie z. B. 3,5,9-Trithia-1-undecanamin
- Benennung von Schwefel-Heterocyclen nach dem Hantzsch-Widman-System wie z. B.  1,2,4-Thiadiazin (Thiazide)